# Decaspermum salomonense
Decaspermum salomonense är en myrtenväxtart som beskrevs av Andrew John Scott. Decaspermum salomonense ingår i släktet Decaspermum och familjen myrtenväxter. Inga underarter finns listade i Catalogue of Life.